# Fat Mike
Michael John Burkett (Newton, Massachusetts; 16 de enero de 1967), más conocido como Fat Mike y a veces llamado «fatty» (gordito en inglés), es el vocalista y bajista de la banda de punk rock NOFX. También es el bajista de su proyecto paralelo Me First and the Gimme Gimmes y el fundador de su propio sello discográfico, Fat Wreck Chords.

## Biografía
Antes de comenzar con NOFX en 1983, formó parte de una banda llamada False Alarm junto a Erik Sandin y Eric Melvin.
El nombre Fat Mike es un nombre poco apropiado, ya que él no es obeso. Esta confusión surgió cuando el Mike de alguna forma flaco se fue a la universidad del estado de San Francisco, y retornó con unos kilogramos de más. El apodo quedó unido a él, incluso usándolo para el nombre de su sello discográfico, Fat Wreck Chords, uno de los sellos de bandas punk más grande de los EE. UU., dirigido principalmente él y su esposa Erin.
Fue el principal organizador de los proyectos Rock Against Bush (Vol. 1 (2004) & Vol. 2 (2004)) y el Punk Voter (fundado en 2003),  cada uno de ellos creado para aumentar los votos de los fanes de la música punk en contra de George W. Bush.
Es también responsable del tabloide-revista punk, Punk Rock Confidential.

## Curiosidades
- Fat Mike utiliza bajos de Danelectro DC.
- Asistió al Beverly Hills High School en Beverly Hills, California, pero se graduó en Fairfax High School en Los Ángeles durante los años 1980.
- Posee Fat Wreck Chords, Honest Don's, and Pink & Black Records.
- Es el compositor de las letras y música de NOFX.
- Canta en francés en "Champs Elysées", tema que aparece en el disco de NOFX So Long and Thanks for All the Shoes y que es una versión de la canción de Joe Dassin.
- El grupo de punk pop Bowling for Soup menciona a Fat Mike en la canción "Punk Rock 101", en la línea "He listens to Emo but Fat Mike's his hero"
- Después de romperse un tobillo en un concierto en Alemania, Fat Mike insistió en tocar en el siguiente concierto al día siguiente. Lo hizo sentado en un sofá en el escenario.
- Durante uno de los conciertos del Warped Tour en Houston en 1998, lanzó al público la recaudación de su concierto, 5.000 dólares en billetes de un dólar, porque consideró que el sonido del concierto no fue bueno.
- "Creeping Out Sara" es una canción que Fat Mike creó al conocer a Sara (del dúo indie/rock alternativo "Tegan and Sara".

## Colaboraciones
- Aparte de NOFX, tiene un proyecto paralelo a la banda con Me First and the Gimme Gimmes.
- Colaboró cantando en la canción Peter Brady de los veteranos Screeching Weasel, grupo estadounidense de punk rock.
- Ha cantado en "Beware", canción del grupo sueco de punk rock Randy.
- Cantó en las canciones de Lagwagon, "Lazy" y "Mr. Coffee".
- Escribió y tocó la guitarra en la canción "No Brainer", de la banda californiana de punk rock Bracket.
- Ha cantado en la canción "Unpopular Again" de Swingin' Utters, veterano grupo californiano de punk-folk.
- Cantó al final de la canción "Exit" de No Use for a Name una frase de "Basket Case" de Green Day.